# Lansråttor
Lansråttor (Echimyidae) är en familj i underordningen piggsvinsartade gnagare. Familjen delas i fyra underfamiljer med cirka 20 släkten och omkring 80 arter. Flera arter som levde på de karibiska öarna är redan utdöda. Ibland räknas sumpbävern till denna familj men de flesta zoologer listar den som en egen familj, Myocastoridae.

## Utbredning
Lansråttor förekommer i Central- och Sydamerika. Deras utbredningsområde sträcker sig från Honduras till Argentina och Chile.

## Kännetecken
Arterna i familjen är små i jämförelse med andra arter av samma underordning. De flesta arterna når en kroppslängd mellan 8 och 50 centimeter och en vikt mellan 130 och 800 gram. I utseende liknar de råttor men är inte närmare släkt med dessa. Kännetecknande är taggar eller borstiga hår som förekommer på ryggen och sidorna hos flera arter. Dessa taggar varierar i storlek och uppbyggnad och det finns även arter utan taggar. Huvudet har en spetsig nos och avrundade öron. Djurens tandformel är I 1 C 0 P 1 M 3 – alltså 20 tänder.
Pälsens färg varierar från rödbrun och grå till svart. Hos några arter finns vita strimmor på huvudet eller kroppen. Lansråttor har fyra tår vid de främre extremiteterna och fem tår vid de bakre. Svansens längd är beroende på arten. Ofta tappar de svansen under flykten.

## Levnadssätt
De flesta lansråttorna lever i skogar. Det finns arter som huvudsakligen lever på marken och andra som lever i träd. Det förekommer även arter som skapar större tunnelsystem under jorden. De flesta arter är aktiva under gryningen eller natten och lever ensamma, men i släktet Clyomys förekommer flockar. Födans sammansättning är beroende på utbredningsområdet. De äter till exempel gräs, bambu, rötter, frukter och nötter.

## Systematik
Fossil av familjen är känd från tidig oligocen. Enligt Wilson & Reeder (2005) delas familjen i fyra underfamiljer med tillsammans 21 släkten:
- Heteropsomyinae, består av åtta släkten och flera utdöda arter från de karibiska öarna.
  - Boromys
  - Brotomys
  - Heteropsomys
- Echimyinae, bildas av 6 släkten.
  - Callistomys
  - Diplomys
  - Echimys
  - Isothrix
  - Makalata
  - Pattonomys
  - Phyllomys
  - Toromys
- Eumysopinae
  - Carterodon
  - Clyomys
  - Euryzygomatomys
  - Hoplomys
  - Lonchothrix
  - Mesomys
  - Proechimys
  - Thrichomys
  - Trinomys
- Dactylomyinae, kännetecknas av mjuk päls som saknar taggar.
  - Dactylomys
  - Kannabateomys
  - Olallamys

Tidvis räknades även borstträdpiggsvinet (Chaetomys subspinosus) till familjen på grund av en liknande tanduppsättning men senare flyttades den tillbaka till familjen trädpiggsvin (Erethizontidae).